# Радьо Андрій

Великодня літургія в лісі над Сяном. Квітень 1947. Гора Маґура Кривицька в околицях Кривого над Сяном. Службу править отець Андрій Радьо

Радьо Андрій Миколайович, «Яворенко» (1 червня 1909, Корівники на Перемищині — 1967, с. Бабухів, Рогатинський район, Івано-франківської області) — греко-католицький священник, капелан УПА.

## Життєпис
- Висвячений на священника 1936 року. Целібат.
- У 1936–1937 рр. служив у селі Зубків Сокальського деканату,
- у 1937–1939 рр. — у селі Полянчик Балигородського деканату в повіті Лісько,
- у 1940–1944 рр. служив парохом у селі Криве над Сяном Літовищанського деканату, Ліський повіт.
- У 1944–1947 рр. — курінний капелан УПА, псевдо «Яворенко». За свідченнями Мирона Миця (псевдо «Дух») під час рейду на Захід у 1947 році його арештувала австрійська поліція і передала більшовикам (СРСР). У м. Баден (Австрія) 08 січня 1948 р. його було засуджено Військовим Трибуналом СРСР на 10 років позбавлення волі й заслано до Сибіру. Заслання відбував у Дудінці (концентраційний табір в Дудінці Красноярського краю). Під час перебування у таборах продовжував (підпільно) душпастирську службу серед ув'язнених.
- Після звільнення у 1958 р. повернувся в Україну, прибув до Зимної Води біля Львова до свого брата Степана, але там йому не дозволили отримати паспортну прописку. І він поїхав до с. Бабухів Рогатинського району Івано-Франківської області, де жила його матір із рідною сестрою Ольгою. Мешкаючи у с. Бабухів, підпільно продовжував священиче служіння, головно серед вигнанців із Закерзоння. Відправляв церковноприходські треби: Вінчав, хрестив дітей, відспівував (хоронив) і т.п..
- Помер у грудні 1967 року, похований на цвинтарі с. Бабухів Рогатинського району Івано-Франківської області.